# 張榮顯
張榮顯（1943年3月1日—），中華民國（台灣）政治人物，曾任臺灣省高雄市第八、九屆市議員，後代表中國國民黨在高雄市選區當選為第一屆第三次增額立法委員。